# جوایز درامای اس‌بی‌اس
جوایز درامای اس‌بی‌اس (انگلیسی: SBS Drama Awards؛ کره‌ای: SBS 연기대상)، همچنین با نام جشنوارهٔ جوایز اس‌بی‌اس (SBS Awards Festival) نیز شناخته می‌شود، یک مراسم اهدای جوایز سالیانه توسط سیستم پخش سئول (اس‌بی‌اس) برای دستاوردهای برجستهٔ درام‌های کره‌ای پخش شده در این شبکه است. این مراسم هر سال در ۳۱ دسامبر برگزار می‌شود. بالاترین افتخار این مراسم «جایزه بزرگ» (کره‌ای: 대상؛ Daesang) است که به بهترین بازیگر مرد یا بهترین بازیگر زن سال داده می‌شود.